# Guemps
Guemps (niederländisch: Ganep) ist eine französische Gemeinde mit 1.092 Einwohnern (Stand: 1. Januar 2022) im Département Pas-de-Calais in der Region Hauts-de-France. Sie gehört seit 2017 zum Arrondissement Calais (zuvor Arrondissement Saint-Omer) und zum Kanton Marck. Die Einwohner werden Guempois genannt.

## Geographie
Die Gemeinde Guemps liegt im unmittelbaren flachen und windigen Hinterland der Ärmelkanalküste, zehn Kilometer ostsüdöstlich von Calais und etwa 29 Kilometer westsüdwestlich von Dünkirchen. Umgeben wird Guemps von den Nachbargemeinden Marck im Nordwesten und Norden, Offekerque im Nordosten und Osten, Nortkerque im Südosten und Süden, Ardres im Südwesten sowie Les Attaques im Südwesten und Westen. Durch die Gemeinde führt die Autoroute A16 und am Südwestrand die Autoroute A26 entlang.

## Bevölkerungsentwicklung
| Jahr                       | 1962 | 1968 | 1975 | 1982 | 1990 | 1999 | 2006 | 2013 | 2022 |
| -------------------------- | ---- | ---- | ---- | ---- | ---- | ---- | ---- | ---- | ---- |
| Einwohner                  | 855  | 797  | 768  | 808  | 858  | 882  | 944  | 1060 | 1092 |
| Quellen: Cassini und INSEE |      |      |      |      |      |      |      |      |      |

## Sehenswürdigkeiten
- Kirche Saint-Jean-Baptiste aus dem Jahr 1892
- Windmühlen

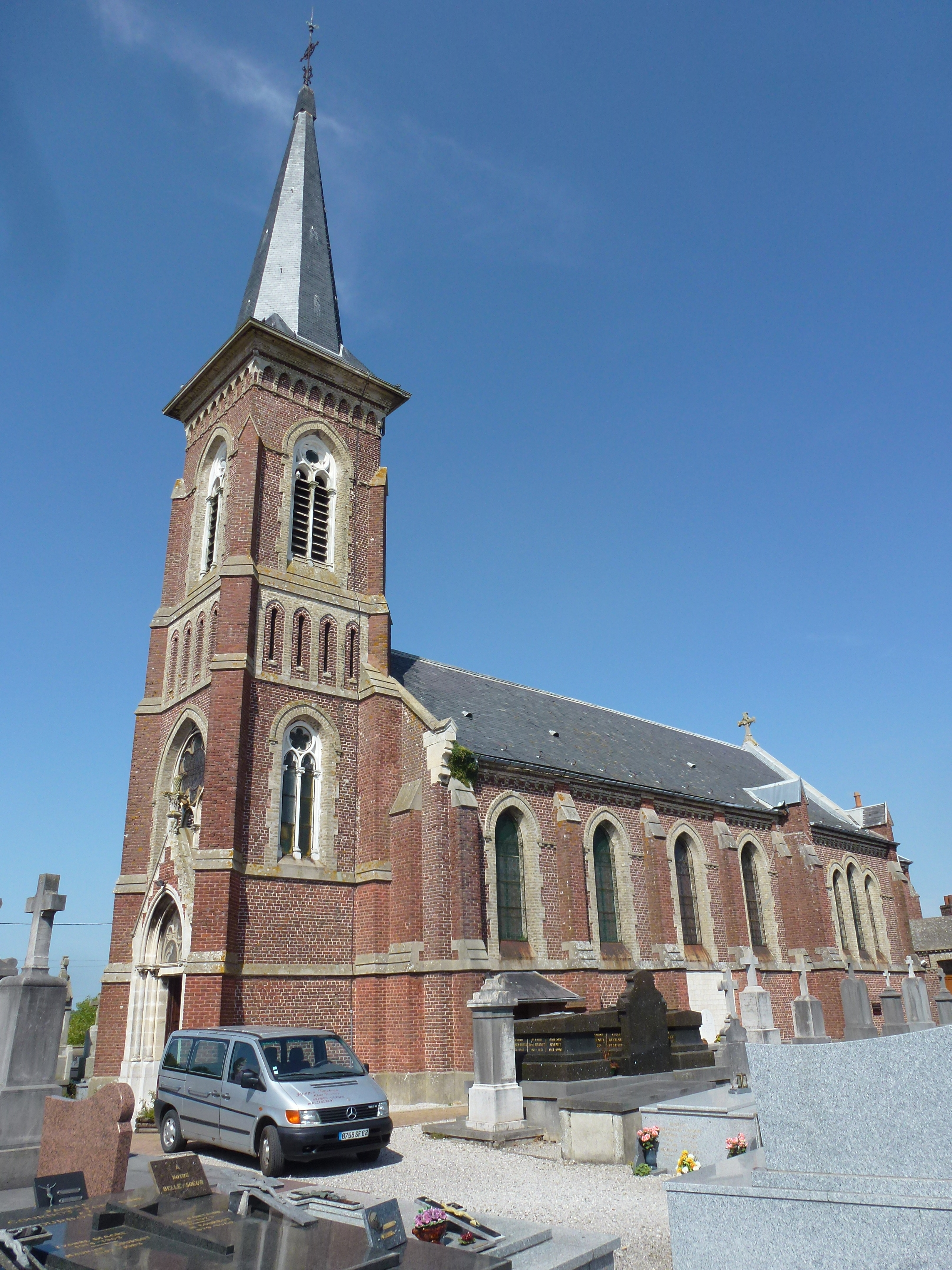
Kirche Saint-Jean-Baptiste
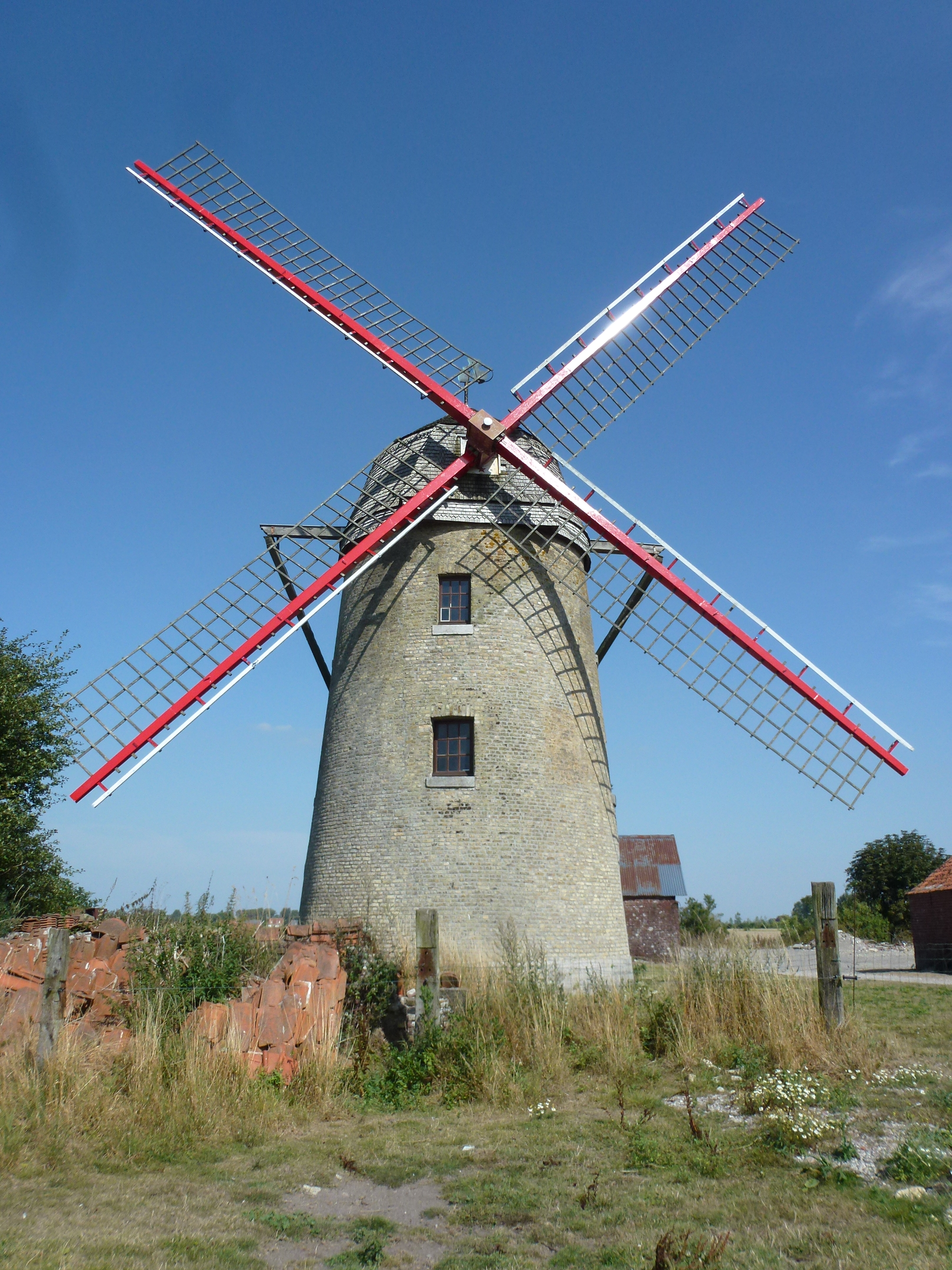
Windmühle
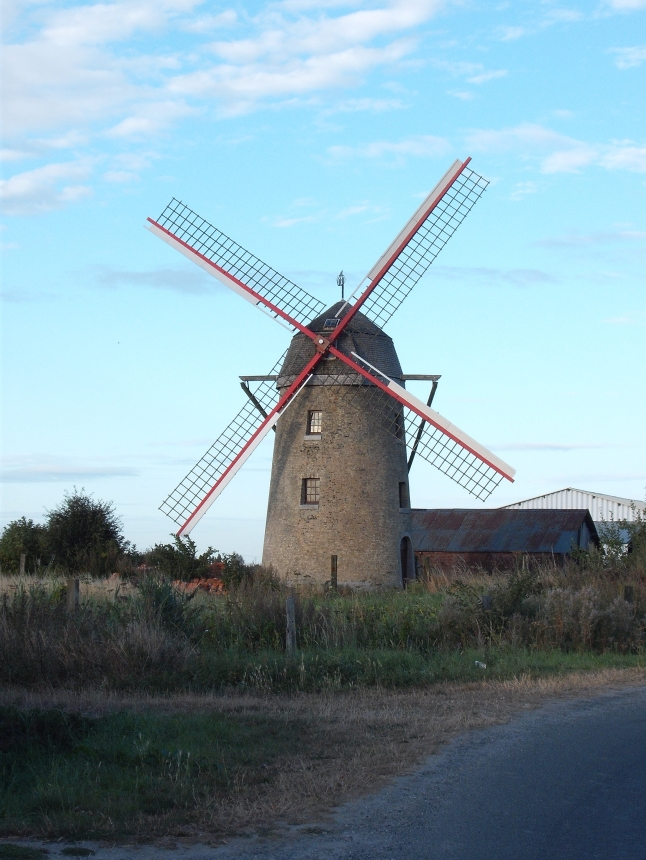
Windmühle

## Persönlichkeiten
- Marie Duhem (1871–1918), Malerin
- Claude Gilliot (1940–2025), Islamwissenschaftler und Arabist
- Léon Lannoy (1889–1914), Radrennfahrer